# Irving Lerner
Pour les articles homonymes, voir Lerner.
Irving Lerner est un réalisateur américain né le 7 mars 1909 à New York et mort le 25 décembre 1976 à Los Angeles.

## Biographie
Irving Lerner se découvre un intérêt pour la photographie pendant ses études à l'université de Columbia. Il réalise des films scientifiques et éducatifs pour cette université. Il devient caméraman de Robert Flaherty pour le film The Land en 1941, puis monteur pour W. Van Dyke. Il réalise deux courts métrages en 1941, puis se lance dans les longs métrages à partir de 1953. Parmi ses films les plus aboutis figurent Meurtre sous contrat (1958) où un tueur professionnel tente d'assassiner une femme dans une villa isolée, et City of Fear (1959) où un homme meurt lentement à cause d'un produit radioactif qu'il transporte sur lui.

## Filmographie partielle
- 1942 : La Terre (The Land) (assistant réalisateur)
- 1953 : Man Crazy
- 1958 : Meurtre sous contrat (Murder by Contract)
- 1959 : La Cité de la peur (City of Fear)
- 1960 : Blue Jeans 1920 (Studs Lonigan)
- 1963 : Une fille dans la bataille (Cry of Battle)
- 1969 : The Royal Hunt of the Sun